# Sílvio
Sílvio Manuel Azevedo Ferreira Sa Pereira, dit Sílvio, est un footballeur portugais né le 28 septembre 1987 à Lisbonne (Portugal). Il évolue au poste d'arrière latéral au Vitória SC.

## Biographie
Formé à Benfica, il n'a pourtant jamais eu l'opportunité de jouer.
Après des passages à Odivelas et à Rio Ave, club dans lequel il s'impose comme l'un des meilleurs latéraux du championnat. 
Il s'engage en Juillet 2010 à Braga où il fait une très bonne saison que ce soit en championnat comme dans les coupes européennes, arrivant même en finale de la Ligue Europa. 
Le 28 juin 2011, il signe pour un montant de 8 millions d'euros à l'Atletico Madrid.
Le 4 janvier 2013, il est prêté au Depor où il retrouve du temps de jeu.
Il est ensuite prêté trois saisons au Benfica Lisbonne. L'Atlético ne souhaitant plus le conserver, il est transféré le 30 juillet 2016 chez les Wolverhampton Wanderers qui évoluent en D2 anglaise.

## Palmarès
- Atlético Madrid
  - Vainqueur de la Ligue Europa en 2012.
  - Vainqueur de la Supercoupe d'Europe en 2012.
- Benfica Lisbonne
  - Championnat du Portugal en 2014, 2015 et 2016